# 이고리 1세

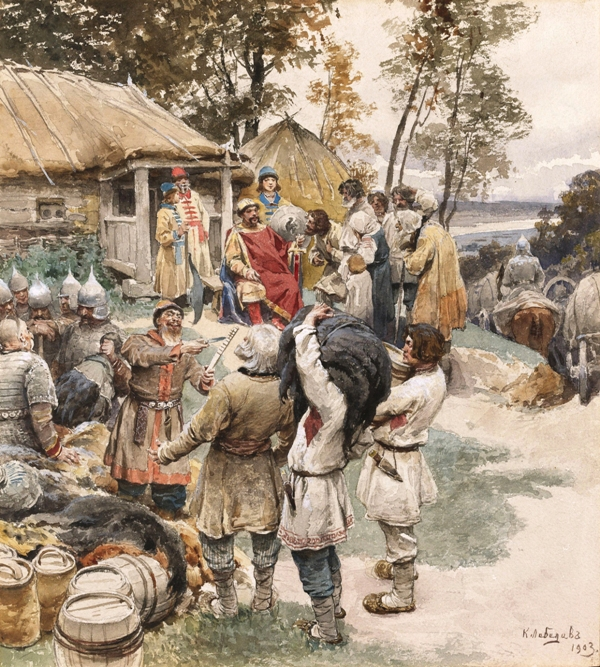
드레블랴네족들이 이고르 류리코비치 대공에게 세금을 납부하는 모습을 묘사한 그림

이고리 1세 류리코비치(고대 노르드어: Ingvar Røriksen 잉그바르 뢰리크센, 고대 동슬라브어: Игорь, 러시아어: Игорь I Рюрикович, 우크라이나어: Ігор I Рюрикович, : 878년경 ~ 945년)는 키예프 루스의 공작(재위: 914년 ~ 945년)이다. 류리크 왕조 출신이다.

## 생애
878년에 류리크의 아들로 태어난 이고리 류리코비치는 903년경 오늘날 러시아의 프스코프 지역에서 올가와 결혼했으며, 이때 아들인 스뱌토슬라프 1세를 낳았다. 914년에 키예프 대공으로 즉위하였다.
941년부터 944년까지 동로마 제국 원정에 나섰으며 945년에는 비잔티움 제국과 평화 조약을 체결했다. 945년 키예프 루스의 과도한 세금 납부 정책에 반감을 가졌던 드레블랴네족들에 의해 살해당했다.
| 전임 올레크 베시 | 키예프 공 914년 ~ 945년 | 후임 올가 (섭정) |